# Кулаковцы
Кулаковцы (укр. Кулаківці) — село в Залещицкой городской общине Чортковского района Тернопольской области Украины.
До 2020 года входило в Залещицкий район.
Код КОАТУУ — 6122085501. Население по переписи 2001 года составляло 436 человек. В 2014 году 412 человек.

## Географическое положение
Село Кулаковцы находится на левом берегу реки Серет, которая через 1,5 км впадает в реку Днестр,
выше по течению на расстоянии в 1 км расположено село Щитовцы.

## История
- 1610 год — дата основания.

## Объекты социальной сферы
- Школа I ст.
- Клуб.
- Фельдшерско-акушерский пункт.